# Жеребятьево (Вологодская область)
Жеребятьево — деревня в Великоустюгском районе Вологодской области.
Входит в состав Самотовинского сельского поселения, с точки зрения административно-территориального деления — в Самотовинский сельсовет. Расположена к западу от автодороги А123.
Расстояние по автодороге до районного центра Великого Устюга — 5 км, до центра муниципального образования Новатора — 3 км.
По переписи 2002 года население — 56 человек (24 мужчины, 32 женщины). Преобладающая национальность — русские (95 %).